# Antonio Powolny
Antonio Powolny, all'anagrafe Anton Powolny (Gramatneusiedl, 19 aprile 1899 – Vienna, 30 maggio 1961), è stato un calciatore austriaco, di ruolo attaccante.

## Carriera

### Giocatore
Powolny, poliziotto di professione, iniziò la sua carriera calcistica nelle file del Wiener Amateur-SV, negli anni della prima guerra mondiale e quelli immediatamente successivi. Giocò poi per l'Ober St. Veit, in seconda divisione, e nel 1921 si trasferì al Wiener Sportklub, tornando così a calcare i campi della 1. Klasse. Il trasferimento però fu al centro di uno scandalo che portò ad una multa di 20.000 corone al Wiener SC e di 500 all'Ober St. Veit, in quanto si ritenne di ravvisare nel comportamento dei due club una violazione delle norme del dilettantismo. Il giocatore stesso rischiò di perdere un'intera stagione.
Tornò in campo nel 1921-1922, e con 4 reti in 8 presenze aiutò la squadra a divenire campione d'Austria. Nella stagione successiva conquistò anche la Wiener-Cup nella finale contro il Wacker Vienna (3-1).
Passato al Wiener AFC nel 1924. Lo stesso anno, in estate, fu ingaggiato dalla Reggiana, all'epoca allenata dall'ex-nazionale austriaco Karl Stürmer. Esordì nel campionato di Prima Divisione, allora la massima serie del campionato italiano, il 5 ottobre 1924 in Torino-Reggiana 3-1, segnando il gol del vantaggio per i granata di Reggio Emilia al 52' minuto. L'ultima partita con la maglia degli emiliani fu la vittoria casalinga contro il Mantova per 4-0 del 4 luglio 1926, dove segnò il gol del 3-0 al 71' minuto: complessivamente, in due anni giocò 43 partite, segnando 25 reti, 15 nel primo e 10 nel secondo.
L'anno successivo si trasferì a Milano, all'Inter, per giocarvi nel campionato 1926-1927, in cui disputò 27 partite e segnò 22 reti. Fu capocannoniere con 20 reti del girone A di Divisione Nazionale in cui l'Inter si classificò per prima e con il miglior attacco, segnando poi due reti anche nel girone finale in cui l'Inter si classificò come quinta davanti al Milan. Coi nerazzurri esordì il 3 ottobre 1926 in Napoli-Inter 0-3, gara in cui segnò una doppietta, diventando il primo giocatore a realizzare una rete contro la formazione partenopea; l'ultima partita con la squadra lombarda fu la sconfitta casalinga contro il Genoa per 2-3 del 10 luglio 1927. Segnò inoltre il primo gol dell'Inter a San Siro, pareggiando l'iniziale vantaggio di Giuseppe Santagostino nel derby che inaugurò lo stadio il 19 settembre 1926, con una vittoria dei nerazzurri per 6-3.
Lasciò quindi il campionato italiano, all'epoca dei regolamenti che impedivano la permanenza in squadra di atleti di origine straniera, per giocare in Ungheria con l'Attila Miskolc (con cui disputò la finale di coppa) e il Sabária, prima di ritornare in Austria, al Wiener Sport-Club, nel 1929.

### Allenatore
Dopo aver lasciato il calcio giocato divenne allenatore del Taranto nel 1929. Allenò quindi i cecoslovacchi del Reichenberg, tra il 1931 e il 1935, e il Duisburg, nel 1938.
Di lui si persero le tracce per qualche tempo durante la seconda guerra mondiale.

## Statistiche

### Presenze e reti nei club
| Stagione                | Club                    | Campionato              | Campionato | Campionato | Campionato |
| Stagione                | Club                    | Comp                    | Pres       | Reti       |            |
| ----------------------- | ----------------------- | ----------------------- | ---------- | ---------- | ---------- |
| 1916-1917               | Wiener Amateur          | 1. Klasse               | 2          | 1          |            |
| 1917-1918               | Wiener Amateur          | 1. Klasse               | 0          | 0          |            |
| 1918-1919               | Wiener Amateur          | 1. Klasse               | 0          | 0          |            |
| Totale Wiener Amateur   | Totale Wiener Amateur   | Totale Wiener Amateur   | 2          | 1          |            |
| 1919-1920               | Ober S. Veit            | 2. Klasse               | ?          | ?          |            |
| 1920-1921               | Ober S. Veit            | 2. Klasse               | ?          | ?          |            |
| 1921-1922               | Wiener Sportklub        | 1. Klasse               | 8          | 4          |            |
| 1922-1923               | Wiener Sportklub        | 1. Klasse               | 16         | 7          |            |
| 1923-1924               | Wiener Sportklub        | 1. Klasse               | 10         | 7          |            |
| 1923-1924               | Wiener AFC              | 1. Klasse               | 8          | 5          |            |
| 1924-1925               | Reggiana                | PD                      | 21         | 15         |            |
| 1925-1926               | Reggiana                | PD                      | 22         | 10         |            |
| Totale Reggiana         | Totale Reggiana         | Totale Reggiana         | 43         | 25         |            |
| 1926-1927               | Inter                   | A                       | 27         | 22         |            |
| 1927-1928               | Attila FC               | Campionato ungherese    | ?          | ?          |            |
| 1928-1929               | Sabaria                 | Campionato ungherese    | ?          | ?          |            |
| 1929-1930               | Wiener Sportklub        | I. Liga                 | 6          | 1          |            |
| Totale Wiener Sportklub | Totale Wiener Sportklub | Totale Wiener Sportklub | 40         | 19         |            |
| Totale                  | Totale                  | Totale                  | 120+       | 72+        |            |

## Palmarès

### Club
- Campionato austriaco: 1

Wiener SC: 1921-1922
- Coppa d'Austria: 1

Wiener SC: 1922-1923

### Individuale
- Capocannoniere di Divisione Nazionale: 1

Inter: 1926-1927 (22 gol)